# Kadel
Kadel (nep. कॅडेल) – gaun wikas samiti w zachodniej części Nepalu w strefie Seti w dystrykcie Bajhang. Według nepalskiego spisu powszechnego z 2011 roku liczył on 829 gospodarstw domowych i 4762 mieszkańców (2508 kobiet i 2254 mężczyzn).